# Münster (bei Dieburg)
Münster (bei Dieburg) este o comună din landul Hessa, Germania.